# Oxyscelio naraws
Oxyscelio naraws är en stekelart som beskrevs av Mikhail Vasilievich Kozlov och Lê 2000. Oxyscelio naraws ingår i släktet Oxyscelio och familjen Scelionidae. Inga underarter finns listade i Catalogue of Life.